# Academic Search
Academic Search (ISSN 1097-0886, LCCN sn97001287) és un servei d'indexació mensual. Es va publicar per primera vegada el 1997 per EBSCO Publishing a Ipswich, Massachusetts. El seu enfocament acadèmic va ser a les universitats internacionals, que cobreixen les ciències socials, l'educació, lapsicologia, i altres temes. Els formats de publicació coberts van ser revistes acadèmiques, revistes, diaris, i CD-ROM.D'abast mundial, 870 publicacions periòdiques es van indicar i van resumir. Amb les còpies d'arxius fins al 1990, que va cobrir més de 3 milions d'articles.

## Academic Search Complete
Academic Search Complete va ser publicat per primera vegada el 2007 com a Academic Premier. És un servei d'indexació i abstracció, accessible a través de la World Wide Web. La cobertura inclou més de 8.500 revistes en text complet, incloses més de 7.300 revistes. A més de text complet, Academic Complete ofereix indexació i resums de més de 10.100 revistes i un total de més de 10.600 publicacions que inclouen monografies, informes, actes de conferències, entre d'altres. Encara que la cobertura és des de 1965 fins a l'actualitat, la cobertura de contingut de l'arxiu posterior de PDF és de 1887.
Les àrees temàtiques cobertes inclouen: la zootècnia, l'antropologia, els estudis d'àrea, l'astronomia, la biologia, la química, l'enginyeria civil, l'enginyeria elèctrica, els estudis ètnics i multiculturals, la ciència alimentària que inclou tecnologia relacionada, la ciència general, la geografia, la geologia, el dret, la ciència de materials, matemàtiques, l'enginyeria mecànica, la música, les ciències farmacèutiques, la física, la psicologia, la religió i la teologia, la ciència veterinària, els estudis de la dona, la zoologia i altres camps. S'actualitza diàriament.
Les recerques de camp inclouen articles de text complet (es poden incloure referències), títols de revistes acadèmiques, autor, dates de publicació, resums, sumatòries, referències citades i imatges rellevants. Els resultats de l'article també poden incloure imatges en miniatura.